# Bäckatorp, Karlskrona kommun
Bäckatorp är en bebyggelse sydost om Augerum i Lösens socken i Karlskrona kommun. Från 2023 avgränsar SCB här en småort.